# Rafał Świercz
Rafał Zbigniew Świercz – polski inżynier, dr hab. nauk inżynieryjno-technicznych, profesor uczelni Instytutu Technik Wytwarzania i prodziekan Wydziału Mechanicznego i Technologicznego Politechniki Warszawskiej.

## Życiorys
W 2009 ukończył studia mechaniki i budowy maszyn w Politechnice Warszawskiej, 29 października 2013 obronił pracę doktorską Wpływ charakteru impulsów natężenia prądu i napięcia elektrycznego na strukturę warstwy wierzchniej po obróbce EDM, 3 czerwca 2020  habilitował się na podstawie pracy zatytułowanej Modelowanie i optymalizacja obróbki elektroerozyjnej materiałów trudnoobrabialnych.
Został zatrudniony na stanowisku adiunkta w Instytucie Technik Wytwarzania na Wydziale Inżynierii Produkcji Politechniki Warszawskiej.
Jest profesorem uczelni w Instytucie Technik Wytwarzania, oraz prodziekanem na Wydziale Mechanicznym i Technologicznym Politechniki Warszawskiej i członkiem Rady Dyscypliny Naukowej - Inżynierii Mechanicznej Politechniki Warszawskiej, a także Komisji Inżynierii Powierzchni Oddziału PAN w Poznaniu.